# Série de championnat de la Ligue nationale de baseball 1971
La Série de championnat de la Ligue nationale de baseball 1971 était la série finale de la Ligue nationale de baseball, dont l'issue a déterminé le représentant de cette ligue à la Série mondiale 1971, la grande finale des Ligues majeures.
Cette série trois de cinq débute le samedi 2 octobre 1971 et se termine le mercredi 6 octobre par une victoire des Pirates de Pittsburgh, trois matchs à un sur les Giants de San Francisco.

## Équipes en présence
Battus par les Reds de Cincinnati en finale de la Ligue nationale en 1970, les Pirates de Pittsburgh méritent leur laissez-passer pour une deuxième Série de championnat en deux ans en remportant en 1971 le titre de la division Est. Avec 97 victoires et 65 défaites, Pittsburgh termine en tête, laissant les Cardinals de Saint-Louis sept matches derrière.
Les Giants de San Francisco accèdent aux séries éliminatoires pour la première fois depuis leur défaite en Série mondiale 1962. Ils remportent le titre de section avec une fiche victoires-défaites de 90-72, devançant par un seul match les Dodgers de Los Angeles dans la division Ouest.

## Déroulement de la série

### Calendrier des rencontres
| Match | Date      | Visiteur                | Hôte                    | Score |
| ----- | --------- | ----------------------- | ----------------------- | ----- |
| 1     | 2 octobre | Pirates de Pittsburgh   | Giants de San Francisco | 4 - 5 |
| 2     | 3 octobre | Pirates de Pittsburgh   | Giants de San Francisco | 9 - 4 |
| 3     | 5 octobre | Giants de San Francisco | Pirates de Pittsburgh   | 1 - 2 |
| 4     | 6 octobre | Giants de San Francisco | Pirates de Pittsburgh   | 5 - 9 |

### Match 1
Samedi 2 octobre 1971 au Candlestick Park, San Francisco, Californie.
| Pirates de Pittsburgh | 0 | 0 | 2 | 0 | 0 | 0 | 2 | 0 | 0 | 4 | 9 | 0 |
| Giants de San Francisco | 0 | 0 | 1 | 0 | 4 | 0 | 0 | 0 | X | 5 | 7 | 2 |
| Lanceurs partants : PIT : Steve Blass SF : Gaylord Perry Vic. : Gaylord Perry (1-0) Déf. : Steve Blass (0-1) HRs: SF : Willie McCovey (1), Tito Fuentes (1) |   |   |   |   |   |   |   |   |   |   |   |   |

### Match 2
Dimanche 3 octobre 1971 au Candlestick Park, San Francisco, Californie.
| Pirates de Pittsburgh | 0 | 1 | 0 | 2 | 1 | 0 | 4 | 0 | 1 | 9 | 15 | 0 |
| Giants de San Francisco | 1 | 1 | 0 | 0 | 0 | 0 | 0 | 0 | 2 | 4 | 9  | 0 |
| Lanceurs partants : PIT : Dock Ellis SF : John Cumberland Vic. : Dock Ellis (1-0) Déf. : John Cumberland (0-1) HRs : PIT : Gene Clines (1), Bob Robertson (1, 2, 3) SF : Willie Mays (1) |   |   |   |   |   |   |   |   |   |   |    |   |

Le joueur de premier but des Pirates de Pittsburgh, Bob Robertson, réédite un exploit réussi par Babe Ruth lors de la Série mondiale 1926 en frappant trois circuits dans un même match de Série de championnat. En date de 2011 le seul joueur à avoir accompli la chose dans la Ligue nationale, tous les autres (Ruth, Reggie Jackson, George Brett, Adam Kennedy et Adrián Beltré) l'ayant fait pour un club de la Ligue américaine.

### Match 3
Mardi 5 octobre 1971 au Three Rivers Stadium, Pittsburgh, Pennsylvanie.
| Giants de San Francisco | 0 | 0 | 0 | 0 | 0 | 1 | 0 | 0 | 0 | 1 | 5 | 2 |
| Pirates de Pittsburgh | 0 | 1 | 0 | 0 | 0 | 0 | 0 | 1 | X | 2 | 4 | 1 |
| Lanceurs partants : SF : Juan Marichal PIT : Bob Johnson Vic. : Bob Johnson (1-0) Déf. : Juan Marichal (0-1) HRs: PIT : Richie Hebner (1), Bob Robertson (4) |   |   |   |   |   |   |   |   |   |   |   |   |

### Match 4
Mercredi 6 octobre 1971 au Three Rivers Stadium, Pittsburgh, Pennsylvanie.
| Giants de San Francisco | 1 | 4 | 0 | 0 | 0 | 0 | 0 | 0 | 0 | 5 | 10 | 0 |
| Pirates de Pittsburgh | 2 | 3 | 0 | 0 | 0 | 4 | 0 | 0 | X | 9 | 11 | 2 |
| Lanceurs partants : SF : Gaylord Perry PIT : Steve Blass Vic. : Bruce Kison (1-0) Déf. : Gaylord Perry (1-1) HRs : SF : Chris Speier (1), Willie McCovey (2) PIT : Richie Hefner (2), Al Oliver (1) |   |   |   |   |   |   |   |   |   |   |    |   |